# Wapen van Boerakker-Lucaswolde

Wapen van Boerakker-Lucaswolde

Het wapen van Boerakker-Lucaswolde is een dorpswapen dat in 2009 werd aangenomen door de dorpen Boerakker en Lucaswolde, beide gelegen in de gemeente Westerkwartier in de Nederlandse provincie Groningen. Het wapen  werd ontworpen in opdracht van de Vereniging voor Dorpsbelangen Boerakker-Lucaswolde. Kenmerkend is de gevleugelde stier, het zinnebeeld van de evangelist Lucas in de kleuren van het wapen van de familie Van Ewsum.

## Blazoenering
De blazoenering van het wapen luidt als volgt:
In goud een gaande gevleugelde stier van keel met een aureoollijn van keel, een golvende schildvoet van sabel met een lelie van goud met aan weerszijde een boekweitbloem van zilver, geknopt van keel.

### Symboliek
De prominente gevleugelde stier op het wapen verwijst naar Lucas de Evangelist. Deze heilige was ook de naamgever van een monnik van het Kuzemer klooster die samen met zijn medebroeders land ontgon in deze streek. Dit is enigszins dubieus, gezien het feit dat het Kuzemer klooster een vrouwenklooster was. De kleuren keel en goud verwijzen naar het wapen van de familie Van Ewsum. Leden van deze familie bewoonden de borg Nienoord te Leek. Zij waren van 1531 tot 1795 oppermachtig in de streek Vredewold en waren de grote aanjagers achter de veenontginning in dit gebied. De golvende schildvoet staat symbool voor het Dwarsdiep (plaatselijk ook wel Olde Ee genoemd) dat een belangrijke afwaterende functie heeft binnen dit drassige gebied. De kleur sabel van de schildvoet verwijst eveneens naar de turfwinning. Centraal in de schildvoet bevindt zich een gouden fleur de lis. De lelie refereert eveneens aan het Kuzemer klooster. Boerakker is ontstaan aan de weg naar dit klooster waaraan het klooster boekweitakkers had. In de voet bevinden zich ook twee boekweitbloemen die symbool staan voor deze boekweitteelt. Na de Reductie van Groningen van 1594 vertrokken de nonnen en werd het klooster geplunderd en verwoest. Vervolgens werden de akkers bebouwd door de bewoners van Niebert en Tolbert en werd dit gebied met de naam 'Buirenackers' aangeduid, hetgeen later verbasterde tot 'Boerakker'. 

## Trivia

In de omgeving van Boerakker-Lucaswolde loopt ook het Sint Lucaspad. Deze wandelroute van zo'n 10 km wordt aangegeven met paaltjes die ook het wapen van Boerakker-Lucaswolde dragen.